# 카슈미르동굴박쥐
카슈미르동굴박쥐 (Myotis longipes)는 애기박쥐과 윗수염박쥐속에 속하는 박쥐이다. 남아시아 히말라야 산맥 서부의 토착종이다. 인도와 네팔, 파키스탄, 아프가니스탄이 포함된 서부히말라야 활엽수림 생태구에서 발견된다.

## 특징
작은 박쥐로 몸통 길이는 43~46mm이고 전완장은 36~39mm, 꼬리 길이는 37~42mm이다. 발 길이는 9~10mm, 귀 길이는 10~15mm이다. 털은 부드럽고 무성하다. 등 쪽 털은 회갈색이지만 배 쪽은 거무스레한 갈색을 띤다. 주둥이는 무성한 털로 덮여 있다. 귀는 길고 좁으며 끝이 둥글다.

## 생태
동굴 안 쪽과 바위틈, 오래된 건물의 균열 속, 굴과 지하 협곡 사이에 은신한다. 수 천마리씩 거대한 무리를 지어 생활한다. 보통 포식 활동은 저녁 아주 이른 시간에 시작한다. 먹이는 곤충이고 수원지 근처에서 포획한다.

## 분포 및 서식지
아프가니스탄 중동부 지역과 파키스탄 북서부, 인도 잠무 카슈미르주와 메갈라야주, 네팔 중부, 중국 구이저우성에 널리 분포한다. 베트남에서 관찰되었다는 보고는 신뢰할 수 없는 것으로 간주된다. 일차림과 이차림에서 서식한다.